# Gioachino Colombo
Gioachino Colombo (Legnano, 9 gennaio 1903 – Milano, 24 aprile 1987) è stato un progettista italiano.

## Biografia
Iniziò a lavorare in Alfa Romeo nel 1924 collaborando con Vittorio Jano al progetto dell'Alfa Romeo P2. Nel 1937 disegnò il propulsore dell'Alfa Romeo 158: questo progetto interessò Enzo Ferrari che, dopo la seconda guerra mondiale, accolse favorevolmente l'idea di Colombo di progettare un V12 per le corse stradali della Scuderia Ferrari. Il primo grande lavoro per la scuderia di Maranello fu un piccolo V12 per la 166 F2 con cilindrata di 1995 cm³. Conosciuto come Motore Ferrari Colombo fu installato sia sulle auto di serie che su quelle da competizione. La produzione durò per circa 15 anni, e furono costruiti propulsori di varie cilindrate. Tra quelli più famosi, va ricordato il 3000 cm³ montato sulle Ferrari 250, in tutte le sue versioni come la famosa Ferrari 250 Testa Rossa.

Gioachino Colombo all'Autodromo di Monza nel 1949

I motori di Gioachino Colombo non ebbero molta fortuna in Formula 1. Infatti, dopo il successo del propulsore montato sulla 166, i successivi motori sovralimentati non diedero le performance sperate. A questo punto la Ferrari diede l'incarico di progettare un nuovo motore V12 non sovralimentato a Aurelio Lampredi, che sostituisse quelli di Colombo. Più tardi, Vittorio Jano iniziò a lavorare per la Ferrari e rimpiazzò entrambi nello studio dei propulsori.
Gioachino Colombo lasciò la Ferrari nel 1950 e tornò in Alfa Romeo. Qui ebbe il compito di supervisore del progetto e la costruzione dei motori da competizione. Seguì anche i propulsori che permisero a Nino Farina e Juan Manuel Fangio di vincere i primi due Campionati Mondiali di Formula 1 (rispettivamente, nel 1950 e nel 1951).

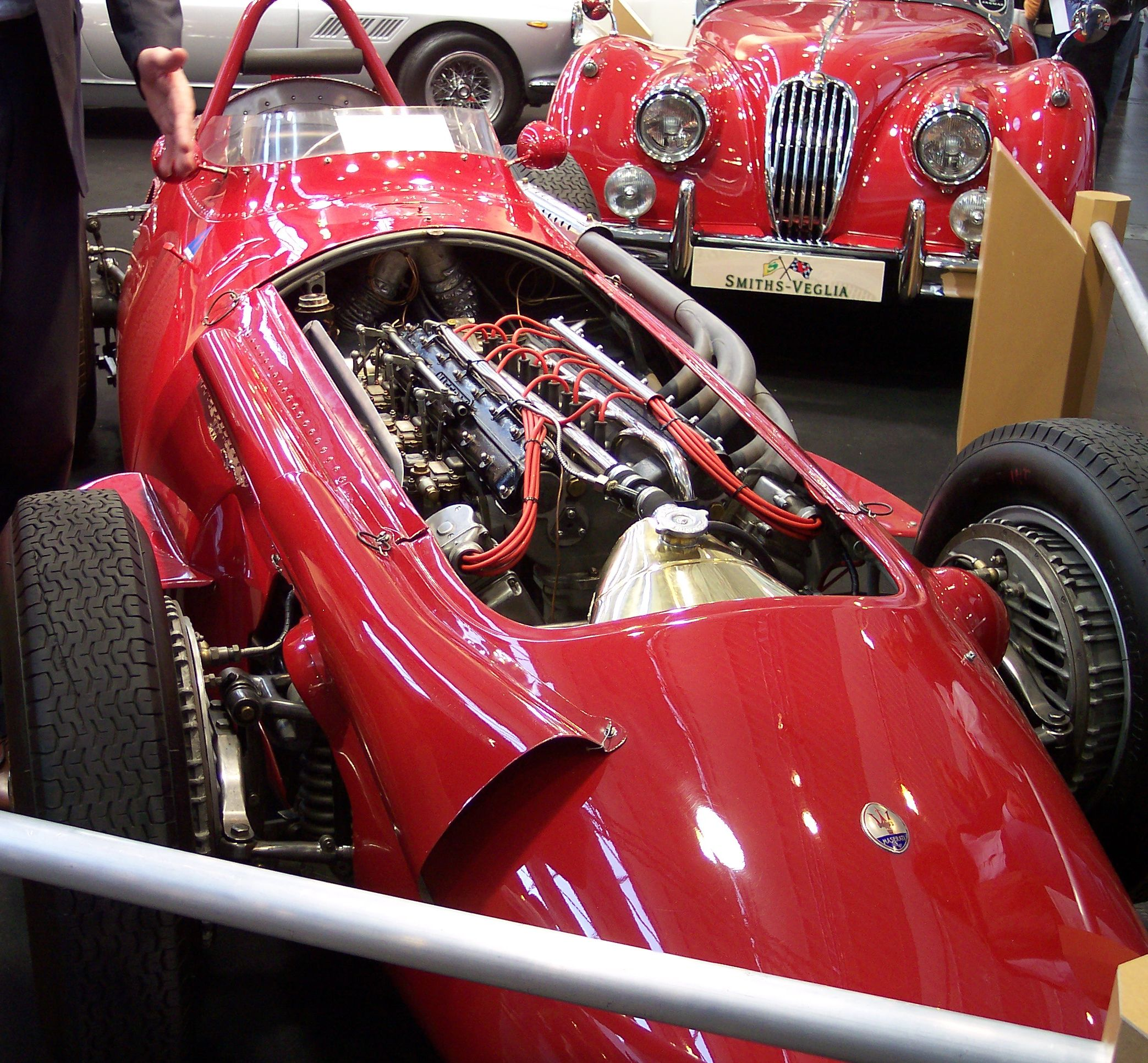
Dettaglio del motore di una Maserati 250 F, uno dei motori più noti del progettista lombardo

Nel 1953 Gioachino Colombo andò a lavorare in Maserati. Progettò il propulsore della 250F.
Due anni più tardi passò alla Bugatti per lavorare al prototipo 251.
Dal 1957 al 1970 collaborò con l'azienda produttrice di motociclette MV Agusta.
Morì a Milano nel 1987 ed è stato sepolto nel Cimitero di Lambrate, ove i resti sono stati poi tumulati in una celletta.